# 隔界竹
隔界竹（学名：[Yushania menghaiensis] 错误：{{Lang}}：文本有斜体标记（帮助））为禾本科玉山竹属下的一个种。

## 扩展阅读
- 維基物種上的相關：隔界竹